# Condado de Seneca (Ohio)
El condado de Seneca (en inglés: Seneca County), fundado en 1820, es uno de 92 condados del estado estadounidense de Ohio. En el año 2000, el condado tenía una población de 58,683 habitantes y una densidad poblacional de 41 personas por km². La sede del condado es Tiffin. El condado recibe su nombre por los Indios seneca, que tenían una reserva en el condado.

## Geografía
Según la Oficina del Censo, el condado tiene un área total de 1,431 km², de la cual 1,426 km² es tierra y 5 km² (0.32%) es agua.

### Condados adyacentes
- Condado de Sandusky (norte)
- Condado de Huron (este)
- Condado de Crawford (sureste)
- Condado de Wyandot (suroeste)
- Condado de Hancock (oeste)
- Condado de Wood (noroeste)

## Demografía
Según la Oficina del Censo en 2000, los ingresos medios por hogar en el condado eran de $38,037, y los ingresos medios por familia eran $44,600. Los hombres tenían unos ingresos medios de $32,387 frente a los $22,383 para las mujeres. La renta per cápita para el condado era de $17,027. Alrededor del 9.00% de la población estaban por debajo del umbral de pobreza.

## Transporte

### Principales autopistas
| - U.S. Route 23 - U.S. Route 224 |

### Carreteras estatales
| - Ruta Estatal 4 - Ruta Estatal 12 - Ruta Estatal 18 - Ruta Estatal 19 - Ruta Estatal 53 | - Ruta Estatal 67 - Ruta Estatal 100 - Ruta Estatal 101 - Ruta Estatal 162 - Ruta Estatal 228 | - Ruta Estatal 231 - Ruta Estatal 587 - Ruta Estatal 590 - Ruta Estatal 635 - Ruta Estatal 778 |

### Aeropuertos
- Aeródromo Bandit Field
- Aeropuerto Metropolitano de Fostoria
- Aeropuerto del Condado de Seneca
- Aeropuerto de Weiker

## Municipalidades

### Ciudades
- Bellevue (parcialmente)
- Fostoria (parcialmente)
- Tiffin

### Villas
| - Attica - Bettsville - Bloomville | - Green Springs (parcialmente) - New Riegel - Republic |

### Áreas no incorporadas
| - Adrián - Alvada - Amsden - Angus - Attica Junction - Bascom - Berwick | - Caroline - Carrothers - Center - Cooper - Cromers - Fireside - Flat Rock | - Fort Seneca - Frank - Frenchtown - Iler - Ink - Kansas - Longley | - Lowell - Maple Grove - Melmore - Old Fort - Omar - Reedtown - Rockaway | - Scipio - Siam - Springville - St. Stephens - Swander - Watsons - West Lodi |